# Список орнитологических обществ
Список орнитологических обществ включает научные и любительские орнитологические общества, союзы, ассоциации и другие объединения специалистов и любителей, занимающихся изучением и охраной птиц.

## Азия
Азербайджан
- Azerbaijan Ornithological Society	() Осн.1986.

Индия
- Bombay Natural History Society (BNHS): Мумбай (бывший Бомбей).  Осн.1883.
- Sálim Ali Centre for Ornithology and Natural History (SACON). Расположен около Коимбатура.
- Zoological Survey of India, Калькутта. Правительственный департамент, издающий документы по изучению фауны Индии.

Китай
- China Ornithological Society (COS) ()

Япония
- The Ornithological Society of Japan (OSJ) —
- Wild Bird Society of Japan (WBSJ) —
- Japanese Society for Preservation of Birds (JSPB) —

## Европа
Великобритания
- British Ornithologists' Club.  Осн.1892.
- British Ornithologists' Union.  Осн.1858.
- British Trust for Ornithology (BTO)
- British Birds Rarities Committee
- Copeland Bird Observatory
- Rare Birds Breeding Panel (RBBP)
- Royal Society for the Protection of Birds (RSPB)
- Scottish Ornithologists' Club
- Wildfowl and Wetlands Trust (WWT)

Венгрия
- Hungarian Ornithological and Nature Conservation Society (Magyar Madártani és Természetvédelmi Egyesület, MME)[3]

Германия
- Deutsche Ornithologen-Gesellschaft

Ирландия
- Bird Watch Ireland

Латвия
- Latvian Ornithological Society —

Литва
- Lithuanian Ornithological Society —

Россия
- Мензбировское орнитологическое общество
- Русское общество сохранения и изучения птиц (РОСИП)
- Союз охраны птиц России
- Уральское орнитологическое общество

Словения
- Society for Observation and Study of Birds of Slovenia (Društvo za opazovanje in proučevanje ptic Slovenije) (DOPPS)

Франция
- Ligue pour la Protection des Oiseaux (LPO) —

Чехия
- Czech Society for Ornithology —

Украина
- Украинское орнитологическое общество имени К.Ф. Кесслера

Швеция
- Sveriges ornitologiska förening (SOF)
- Club300

Эстония
- Estonian Ornithological Society —
- Estonian Associatsion of Birds Lovers —

## Африка
Южная Африка
- BirdLife South Africa

## Карибский бассейн
- Society for the Conservation and Study of Caribbean Birds

Доминиканская Республика
- Hispaniolan Ornithological Society —

## Океания
Австралия
- Royal Australasian Ornithologists Union (с 1996 также как Birds Australia).  Осн.1901.

Новая Зеландия
- Ornithological Society of New Zealand.  Осн.1940.
- Royal Forest and Bird Protection Society of New Zealand.  Осн.1923.

## Северная Америка
Канада
- Bird Studies Canada
- Society of Canadian Ornithologists —

Мексика
- CIPAMEX , La Sección Mexicana del Consejo Internacional para la Preservación de las Aves, A.C.

США
- American Birding Association.
- Американское общество орнитологов (American Ornithologists' Union, AOU). Осн. 1883.
- Association of Field Ornithologists.  Осн.1922
- Cooper Ornithological Society.  Осн.1893
- Лаборатория орнитологии Корнеллского университета (Cornell Laboratory of Ornithology)
- Национальное Одюбоновское общество (National Audubon Society).  Осн.1905.
- Ornithological Council.  Осн.1992.
- Pacific Seabird Group.  Осн.1972.
- Raptor Research Foundation.   Осн.1966.
- Waterbird Society  Осн.1976 (сначала как Colonial Waterbird Group, с 1986 — Colonial Waterbird Society, а с 1999 — современное название).
- Wilson Ornithological Society

## Южная Америка
- Neotropical Ornithological Society, Sociedad de Ornitología Neotropical. Осн.1987.

Аргентина
- Aves Argentinas — Asociación Ornitológica del Plata
- Federación Ornitológica Argentina

Бразилия
- Brazilian Ornithological Records Committee — CBRO
- Brazilian Ornithological Society — SBO

Колумбия
- Fundacion ProAves

Эквадор
- Fundacion Jocotoco